# Johannes Enschedé (1708-1780)

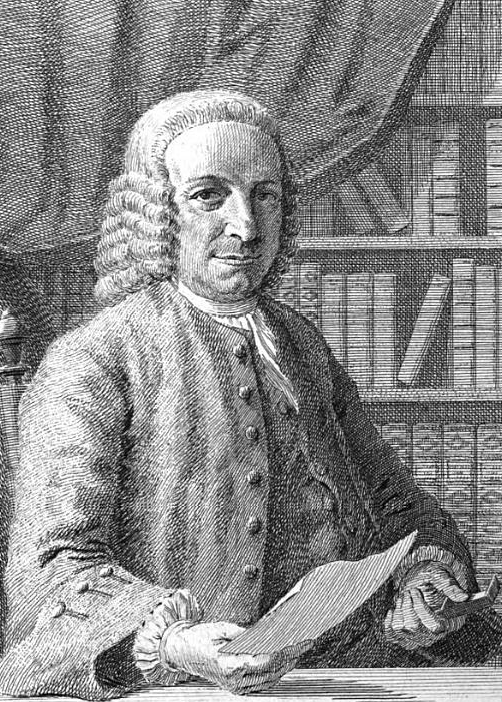
Johannes Enschedé op 60-jarige leeftijd, door Cornelis van Noorde

Johannes Enschedé (Haarlem, 10 juli 1708 – Haarlem, 21 oktober 1780) was een Nederlands boekdrukker, eigenaar van de Koninklijke Joh. Enschedé en een verzamelaar.
Enschedé behoorde tot een familie die eigenaar was van het bedrijf dat vandaag bekendstaat als Royal Joh. Enschedé (opgericht door Izaak Enschedé).
Op 23 december 1736 huwde hij Helena Hoefnagel (Haarlem 12 december 1714 – Haarlem 20 juli 1781) dochter van Adriaan Hoefnagel en Sara Brinckhorst. Johannes had drie zonen, die hem vervoegden in het drukkersbedrijf: Johannes, Jacobus Enschedé I en Abraham. Johannes Enschedé verzamelde oude boeken en was een van de mensen die de mening verdedigden dat de Haarlemse boekdrukker Coster de oorspronkelijke uitvinder van de boekdrukkunst was. Hij was lid van Teylers Tweede Genootschap sinds de oprichting tot aan zijn dood.